# 東京都市計画道路幹線街路補助線街路第172号線
東京都市計画道路幹線街路補助線街路第172号線は、豊島区南池袋一丁目を起点とし、練馬区谷原一丁目を終点とする、延長9110m（うち豊島区内3267m）の都市計画道路。
都市計画決定は1964年（昭和39年）2月7日付（建設省告示第148号）

## 概要
池袋副都心と環状6号線（山手通り）とのアクセスを強化するため、特に練馬区内が東京都の広域的課題に資する路線として定量的評価の対象になっている（都-73 練馬二（放射35号）から早宮三丁目までの560m）。
練馬区光が丘周辺では、東京都道443号南田中町旭町線#支線2として、交通開放されている。また、劇場通り - 山手通り間は東京都道441号池袋谷原線支線1に認定されている。
完成すると練馬春日町駅付近から池袋駅付近まで結ばれる。
池袋側では池袋警察署前交差点から山手通りまでの約880メートルが1994年（平成6年）に着手され、2011年（平成23年）3月20日に開通した。これにより、明治通りと山手通りを結ぶ新たな道路ネットワークが形成され周辺道路の渋滞が緩和した。また、歩道部については自転車走行空間の整備や無電柱化を図るなどの取り組みが行われた。
早宮三丁目から早宮四丁目までの390mが2012年に着手され、当初2024年度に竣工予定となっていたが、その後2030年度まで延長されている。
長崎一丁目～長崎五丁目の約1.6㎞は2014年に着手し、2025年度に竣工する予定となっている。事業費は180.5億円。木造住宅密集地区の不燃化事業と並行して行われる。

## 周辺施設
- 立教大学